# Lübeck-St. Lorenz
St. Lorenz ist ein Stadtteil Lübecks westlich des Holstentors und nordwestlich der Innenstadt, der politisch und rechtlich die Stadtbezirke Sankt Lorenz Nord (nördlich der Eisenbahn) und Sankt Lorenz Süd (südlich der Eisenbahn am linken Ufer von Trave und Stadtgraben außerhalb der Wälle) umfasst. Namensgebend ist wie entsprechend bei den anderen beiden historischen Stadtteilen St. Jürgen und St. Gertrud die Vorstadtkirche St. Lorenz am Steinrader Weg, die auf die Kapelle eines Pestfriedhofs aus dem 16. Jahrhundert zurückgeht. Der Stadtteil umfasst die Stadtbezirke St. Lorenz Nord Groß-Steinrade/Schönböcken (23), Dornbreite (24), Holstentor Nord (04) und Falkenfeld/Vorwerk (05). St. Lorenz Süd (03) ist nicht in Stadtbezirke unterteilt.

## Lage
Wegen der Lage im Westen Lübecks vor dem Holstentor, nach Holstein hin, wurde die Gegend vor der intensiven Bebauung im Zuge der Industrialisierung Lübecks zum Ende des 19. Jahrhunderts auch Holstenfeld genannt.
Die Teerhofinsel gehörte ursprünglich zu St. Gertrud und kam erst 1884 nach dem Travedurchstich zu St. Lorenz.

## Geschichte

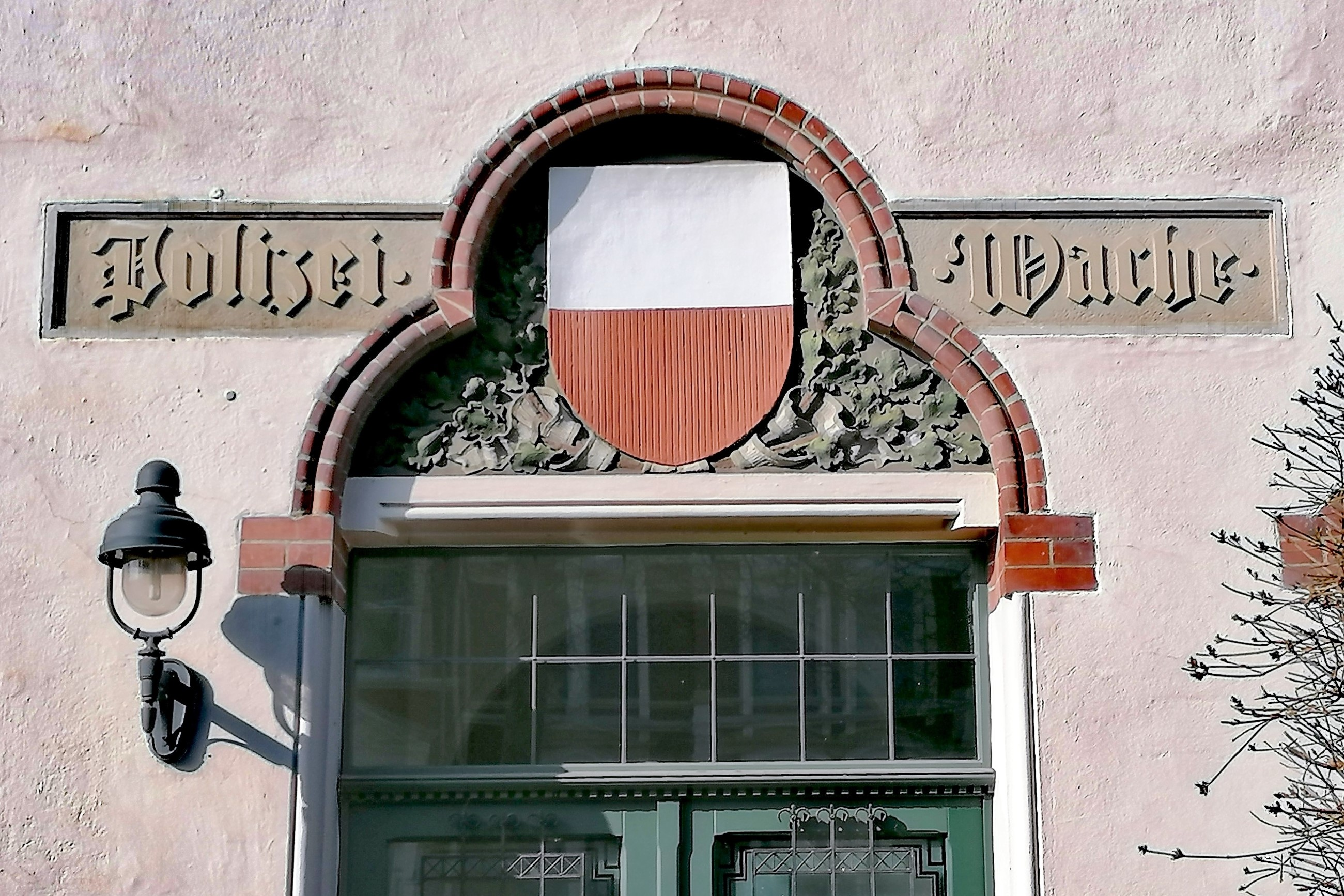
Detail der Polizeiwache

Der Erwerb der westlich vor der Altstadt gelegenen Außengebiete erfolgte zeitlich später als der der östlich gelegenen. Zunächst war das westliche Traveufer die Grenze zu Holstein. Erst mit dem Lübecker Reichsfreiheitsbrief von 1226 kam der schmale Streifen bis zu den Bächen von Paddelügge und Krempelsdorf zum Stadtgebiet hinzu. Vorwerk wurde um 1250 erworben. Mit diesem Grunderwerb westlich der Stadt wurde eine Tendenz deutlich, die sich durch die nächsten Jahrhunderte zog. 1255 wehrten sich die Lübecker mit militärischen Mitteln gegen die Raubritter von Buchwaldt aus Holstein, aber eigentlich bevorzugten sie das „Auskaufen“ dieser Familien, nicht nur zur Sicherheit der jungen Stadt, sondern in Zeiten dieses schnellen Aufstiegs zur Handelsmacht des Ostseeraumes auch zur Geldanlage. Im Kampf gegen diese Raubritter wurden mehrfach auch Landfriedensbündnisse mit den Grafen von Holstein geschlossen.
Das Gebiet vor dem Holstentor, das Holstenfeld, wurde jahrhundertelang im Wesentlichen als Gemeinweide, auch „Stadtfreiheit“ genannt, für das in der Altstadt gehaltene Vieh genutzt, das hier tagsüber auf die Weide getrieben wurde. Außerdem führten vom Holstentor zwei Straßen in das Holsteinische, die Lübsche Trade nach Segeberg und weiter an die Nordsee, die andere nach Plön. Das ebene, lehmige Land beinhaltete einige feuchte Kuhlen, die zu Fischteichen ausgehoben worden waren. Die Straßennamen in St. Lorenz Süd wie „Am Retteich“ oder „Karpfenstraße“ zeugen heute noch davon.
Mit der Verlegung des Hauptbahnhofs vom Holstentor an die heutige Stelle wurde das Holstenfeld durch die neue, direkte Hamburger Bahnlinie in die heutigen Stadtteile St. Lorenz Nord und Süd zerschnitten. Ein zweiter Schnitt erfolgte in den 1930er Jahren durch den Bau der A1 Hamburg – Lübeck. Diese beiden modernen Verkehrsachsen und ihre Anbindungen an die Stadt und den Hafen beeinflussten und prägten Erscheinungsbild und Entwicklung der Stadtteile seit ihrer Entstehung maßgeblich.
Im Zweiten Weltkrieg wurde auch der Stadtteil St. Lorenz Nord durch den Luftangriff auf Lübeck in der Palmsonntagnacht 1942 getroffen. Der Bunker Warendorpstraße ist einer von drei erhaltenen Hochbunkern, die als typische Luftkriegsarchitektur im Stadtteil erhalten sind.

## Geschichte einzelner Stadtbezirke

### Dornbreite
Planmäßige Besiedlung ab 1921; offizieller Name ab 1939 (Siedlung Dornbreite)
Teil des ehemaligen Krempelsdorfer Gutsbezirkes.

### Falkenfeld
Flurbezeichnung schon 1669; offizieller Name ab 1940 (Siedlung Falkenfeld)
In Falkenfeld steht das Siedlungshaus (Butterstieg 12), die protestantische St.-Markus-Kirche (Am Dreworp 43) und die Grundschule Falkenfeld (Helgolandstraße 5).

### Groß Steinrade
Der Ortsteil wurde erst 1970 im Zuge einer Gebietsreform nach Lübeck eingemeindet; vorher gehörte er zu Stockelsdorf.
Groß Steinrade ist ein ehemaliges lübsches Gut. Als erster Besitzer wird 1306 Marquard von Sandberg genannt, der Groß Steinrade und Eckhorst an den Lübecker Bürger Dietrich von Ahlen verkauft. Später häufiger Besitzerwechsel (v. Wickede, v. Calven, v. Brömbsen usw.), bis das Gut 1732 an die Familie von Rumohr, vertreten durch Henning von Rumohr gelangt. Diese Familie bleibt bis zum Tode des letzten Rumohrs, General Detlev von Rumohr († 1961), respektive noch kurz seines Sohnes Wolf-Günther (Peter) von Rumohr, im Besitz des Gutes. Haus und Hof sind inzwischen abgetragen; der etwa 150 ha große Forstbesitz ging an den Bund und wird ab 1965 als Truppenübungsplatz Wüstenei genutzt.

### Krempelsdorf

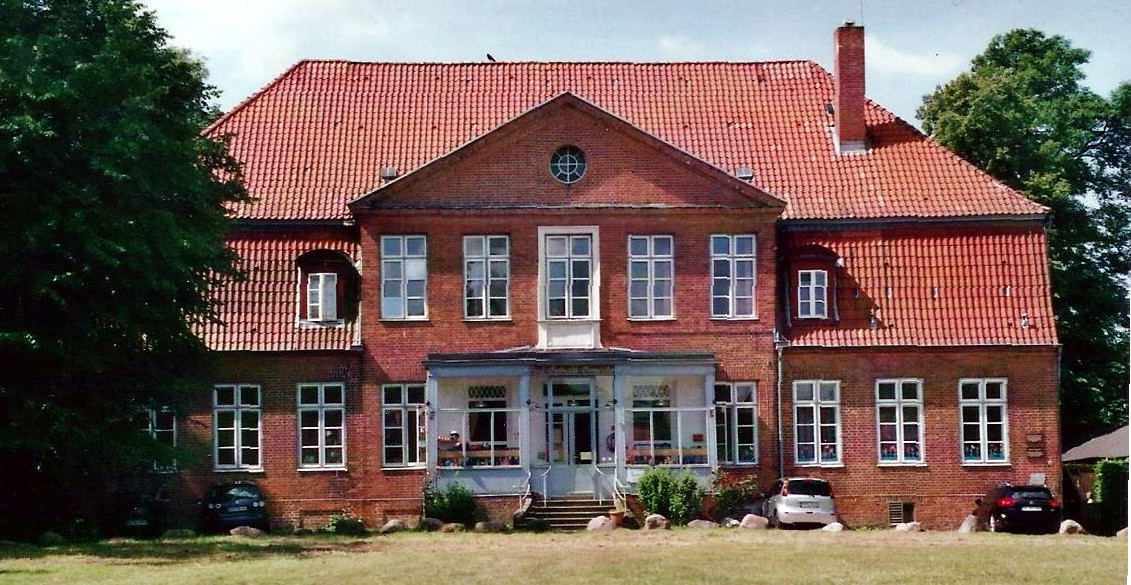
Herrenhaus des ehemaligen Gutes Krempelsdorf

Zum 1. April 1913 nach Lübeck eingemeindet.
Ehemaliges lübsches Gut. Als erster Besitzer wird 1399 die Familie Perseval genannt;
später häufiger Besitzerwechsel (Kerckring, v. Lüneburg, v. Albedyll, Blohm, v. Rumohr, ab 1823 Souchay). Im Lübecker Kämmereibuch (1316–1338) als crempelstorpe mit 18 Häusern aufgeführt.
Ab Ende der 1920er Jahre im Besitz Lübecks. Das 1786 von Christian von Brockes erbaute Herrenhaus ist seit 1932 an die Paul-Gerhardt-Gemeinde verpachtet und dient ihr als Gemeindehaus.

### Schönböcken
Zum 24. September 1921 nach Lübeck eingemeindet.
Hauptartikel: Lübeck-Schönböcken
Ehemaliges lübsches Gut. Als erster Besitzer wird 1271 der Lübecker Ratsherr Gerhard von Bremen genannt;
später häufiger Besitzerwechsel (v.Warendorp, v.Ahlen, v.Stiten, v.Mokerke usw.). Im Lübecker Kämmereibuch (1316–1338)
als sconeboke mit 9 Häusern aufgeführt.
Gut aufgelöst und ab 1926 im Besitz der Stadt Lübeck. Das Herrenhaus wurde bis 2007 als Seniorenheim genutzt. (Im Winkel)

### Vorwerk

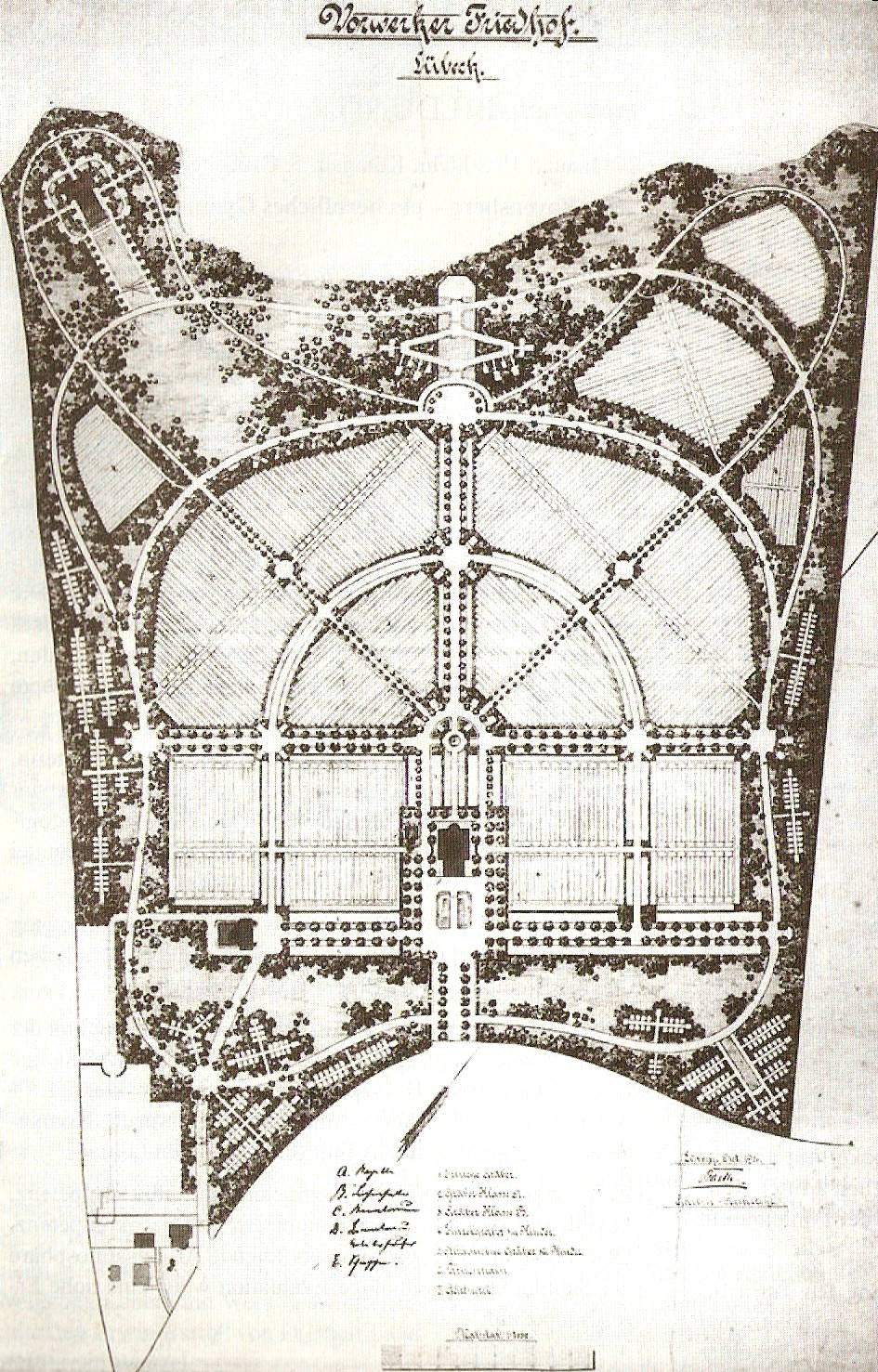
Vorwerker Friedhof, Entwurf Erwin Barth, Oktober 1906

Im Lübecker Kämmereibuch (1316–1338) als droghevorwerk mit 20 Häusern aufgeführt.
Zum 1. April 1913 nach Lübeck eingemeindet. 1914 wurde hier der Neubau für das Heim Vorwerk eingeweiht, die Keimzelle des heutigen Campus Triftstraße der Diakonie Nord-Nord-Ost. Eine planmäßige Besiedlung erfolgte ab 1921.
Der Vorwerker Friedhof ist mit 53 ha der größte in Lübeck und wurde 1907 eröffnet. Er wurde von Erwin Barth als Park konzipiert mit Alleen, Hecken, Waldbestand und Sitzecken. Als Besonderheit hat er Gedenkstätten und Kriegsgräberanlagen.

## Stadtteilumbau
Während sich das Gebiet zwischen dem Hauptbahnhof und dem Holstentor, wenn auch mit Dekaden der Verzögerung, nunmehr selbstständig als Erweiterungsraum und Zugang zur Altstadtinsel entwickelt und in seinen stadtnahen Lagen der Seitenstraßen auch als Wohnlage attraktiv ist, bestehen im nordwestlichen Teil von St. Lorenz-Süd entlang der Eisenbahntrasse durchaus Probleme und Spannungsfelder. St. Lorenz-Süd ist daher im Förderprogramm Die Soziale Stadt eingebunden und verfügt über ein aktives Quartiersmanagement.
Hinzu kommt, dass die Stadt Lübeck den Standort des Drägerwerks im Stadtteil halten konnte. Dazu musste eine öffentliche Straße an das Drägerwerk verkauft werden, die das Werksgelände durchschnitt. Dies führte zu einer Neuordnung der Verkehrsflüsse und Verkehrsachsen in St. Lorenz-Süd, die erst nach dem Ausbau und der Elektrifizierung der Bahnlinie Hamburg-Lübeck 2008 abgeschlossen wurde und der einen Abriss und Neubau von Straßenbrücken über die Bahnlinie erforderlich machte.
In Planung ist der Brückenschlag einer Fußgängerbrücke über den Stadtgraben auf einer neuen Zugangsachse vom Hauptbahnhof durch die Lindenarkaden zur Musik- und Kongresshalle und der Beckergrube der Lübecker Altstadt.

## Bauwerke

### Hafen
Der Lübecker Hafen ist ein Oberbegriff für alle Hafenanlagen, die sich von der Lübecker Altstadt bis nach Travemünde am Unterlauf der Trave befinden. Während sich die wirtschaftliche Bedeutung der an der Altstadt gelegenen Häfen kontinuierlich reduziert hat, ist der Vorwerker Hafen mit dem Nordlandkai im Stadtteil St. Lorenz-Nord eines der pulsierenden des Herzstücke des Lübecker Hafens, dessen Anbindung 2007 mit Fertigstellung des Brückenschlags über die Trave im Zuge des Ausbaus der Nordtangente noch verbessern wird. Der Vorwerker Hafen wird von der Lübecker Hafengesellschaft betrieben. Er soll nach den Plänen der Hafengesellschaft um auf der Teerhofinsel gelegenes Gelände erweitert werden. Dazu ist es erforderlich, den dazwischen liegenden Altarm der Trave zuzuschütten.

### Feuer- und Polizeiwache

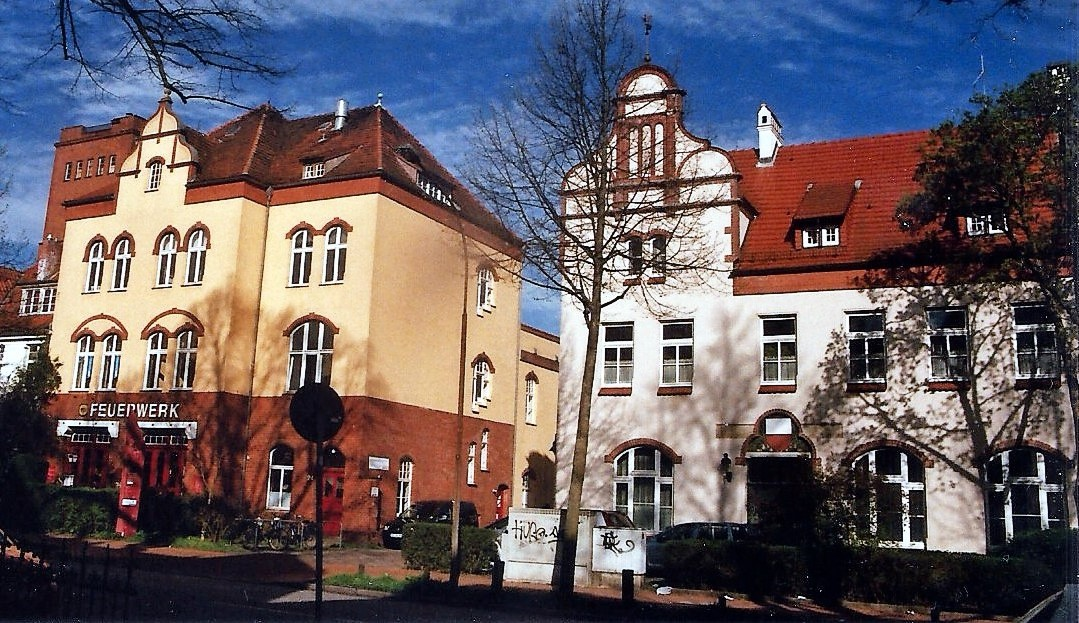
Ehemalige Wachen

Die Errichtung einer eigenen Feuer- und Polizeiwache machte das stetige Anwachsen der Vorstadt vonnöten. Deren Gebäudeensemble wurde 1902 in Betrieb genommen. Die Verlegung des Lübecker Haupt-, dessen Rangier- und Güterbahnhof in die Vorstadt, das Drägerwerk, die Kaserne der Füsiliere des 2. Hanseatischen bzw. ab 1897 des II. Bataillons des Lübeckischen 3. Hanseatischen Infanterie-Regiments Nr. 162 sowie die Errichtung von einem Unterwerk des Städtischen Elektrizitätswerks für deren Versorgung erhöhte die Bedeutung des Stadtteils. Während die Feuerwache heute außer Funktion ist, in der ehemaligen Fahrzeughalle befindet sich heute das Restaurant „Feuerwerk“, wird die Polizeiwache noch heute betrieben. Im Verhältnis zu 1902 nimmt sie jedoch erheblich mehr Raum ein. Infolgedessen wird der ehemalige „Haupt“eingang nicht mehr als solcher verwendet.

### Hauptbahnhof

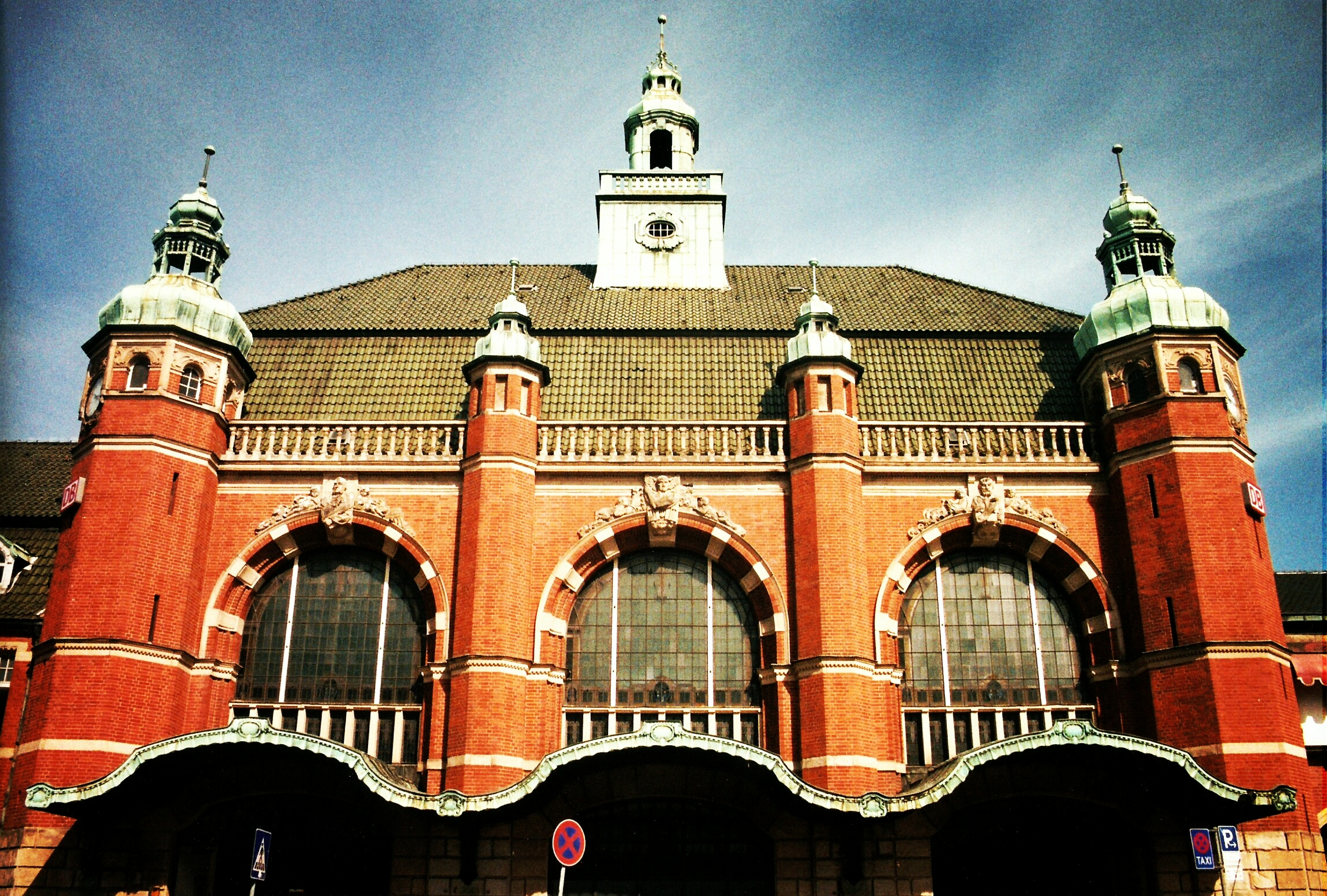
Hauptbahnhof Lübeck

Der Hauptbahnhof Lübeck (Architekt Fritz Klingholz) ist gemeinsam mit dem ZOB der zentrale Verkehrsknotenpunkt des vom Stadtverkehr Lübeck betriebenen ÖPNV in der Hansestadt. Die aufwendige Sanierung wurde 2007 abgeschlossen.
Städtebaulich löste die Verlagerung des Hauptbahnhofs vom Holstentor an den heutigen Standort zu Anfang des 20. Jahrhunderts ein Problem aus, weil dadurch die Lücke in der Verbindung zwischen dem Bahnhof und der Altstadt als Zentrum anders als in anderen Städten für 100 Jahre nicht geschlossen werden konnte, was zum Teil auch an den dazwischen liegenden Wasserläufen von Stadtgraben (Puppenbrücke), den Lübecker Wällen der Stadtbefestigung, die im Bereich des Holstentores besonders ausgedehnt sind, und dem weiteren Flusslauf der Trave vor der Altstadt liegt.

### Stadion Lohmühle
Das Stadion an der Lohmühle ist das Heimstadion des VfB Lübeck, bei dessen Heimspielen der Stadtteil zwischen Hauptbahnhof dem Stadion direkt an der Autobahnausfahrt Lübeck-Mitte der A1 die Farben grün-weiß deutlich dominieren. Es fasst 17.869 Personen und hat 5.048 Sitz- sowie 11.250 Stehplätze. 4.268 Sitzplätze sind überdacht. Zusätzlich hat das Stadion 22 Logen mit insgesamt 220 Sitzplätzen.

### St.-Lorenz-Kirche
Die St.-Lorenz-Kirche bestand seit 1661. Die ab dem Ende des 19. Jahrhunderts enorm ansteigende Wohnbevölkerung erzwang einen Neubau. Als eine der treibenden Kräfte für den Bau der neuen Kirche an derselben Stelle war Johannes Bernhard. Der Hauptpastor weihte die neue Kirche am 6. Mai 1900 ein. Der Bau der neuen Kirche des Stadtteils war in erster Linie dem Einsatz von Zeit, Geld und Einfluss des Senators Friedrich Heinrich Bertling zu verdanken.

### Lutherkirche
Die Lutherkirche an der Moislinger Allee war Wirkungsstätte eines der Lübecker Märtyrer und ist heute sowohl Gemeindekirche, als auch Gedenkstätte.

### Lindenarcaden
Die Lindenarcaden sind ein neues Dienstleistungszentrum zwischen Bahnhof und Lindenplatz mit Einzelhandelsgeschäften, Banken, Versicherungen sowie einem Sport- und Wellnesscenter.

### Schlösschen Bellevue
Für den Lübecker Kaufmann Hieronymus Küsel erbaute der Stadtbaumeister Johann Adam Soherr an der Einsiedelstraße von 1754 bis 1756 das Schlösschen Bellevue im Stil des Rokoko, das von einem aufwendig gestalteten Garten umgeben war. Eine Allee führte zur Trave. Das Wohnhaus mit zwei Torhäusern befindet sich im Besitz der Familie eines Lübecker Kaufmanns.

### Lachswehr
Im Auftrag der Lübecker Bürgerschaft baute Stadtbaumeister Johann Adam Soherr 1771 das Gartenrestaurant Lachswehr an der Alten Trave, einem toten Arm des Flusses. Bereits im 15. Jahrhundert hatte sich hier ein Krug befunden.

### Deutsche Rentenversicherung Nord
Die Deutsche Rentenversicherung Nord hat ihren Hauptsitz in einem sternförmigen Neubau mit Grünanlage und Wasserbecken in einer Stichstraße der Ziegelstraße gegenüber der Schwimmhalle St. Lorenz. Das Gebäude wurde von dem Architekten Günter Behnisch geplant und gebaut.

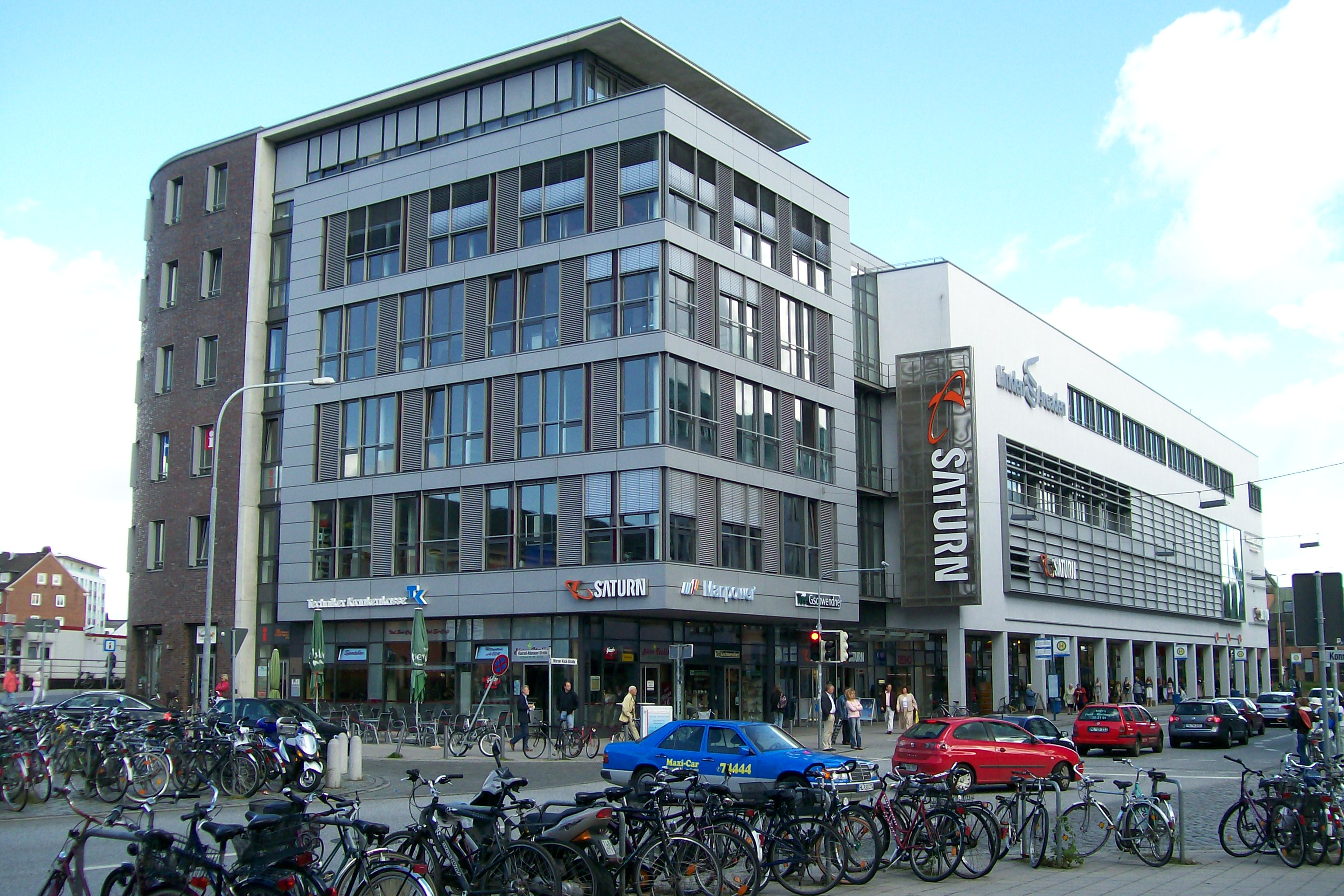
Lindenarcaden, 2003 fertiggestellt
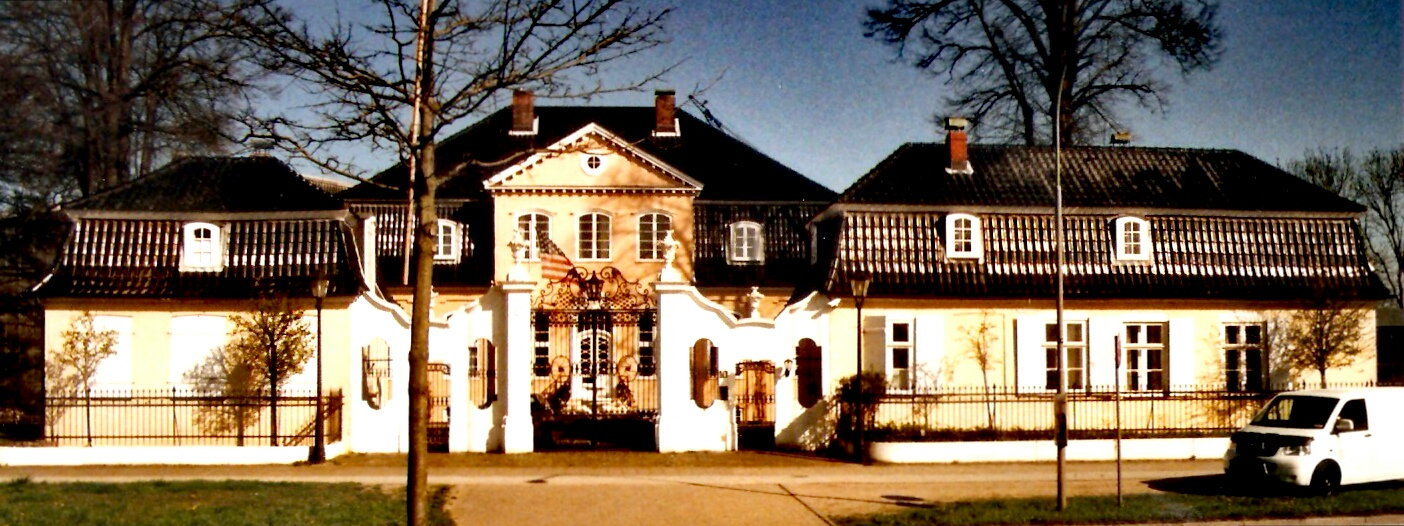
Schlösschen Bellevue, erbaut 1754 bis 1756
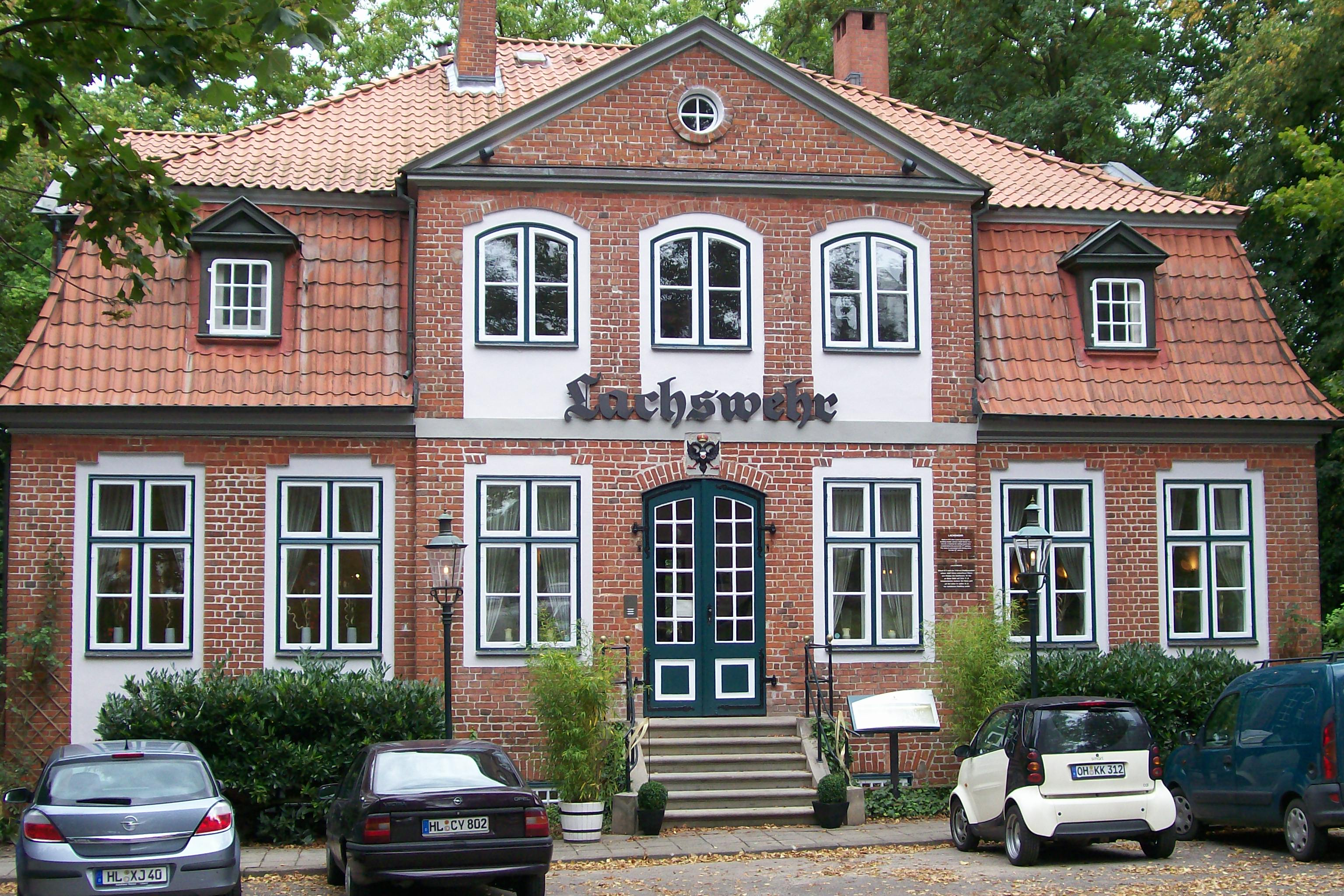
Das Restaurant Lachswehr von 1771
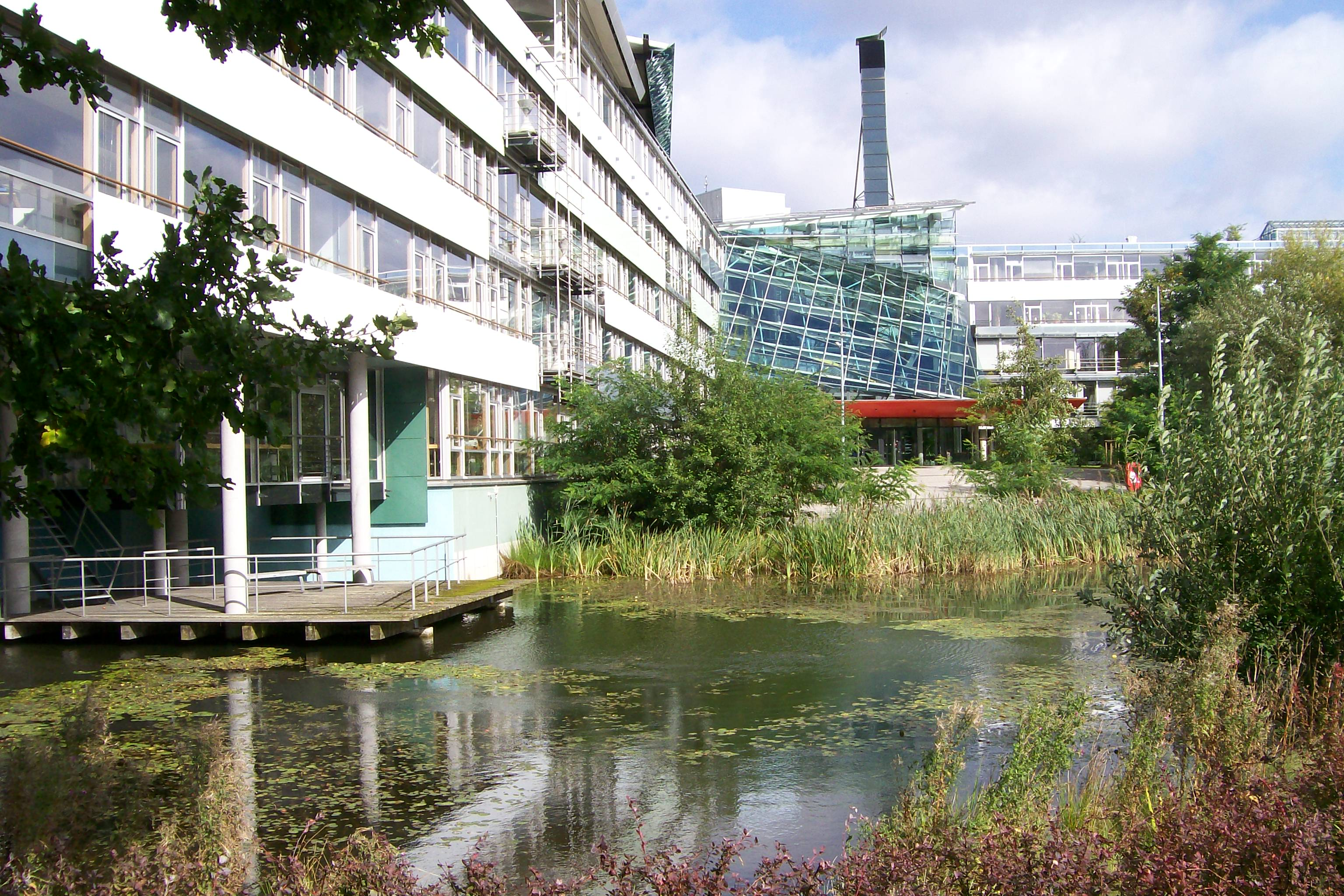
Hauptsitz der Deutschen Rentenversicherung Nord

### Weitere
- Hochhaus Kolberger Platz

## Denkmale
In der Nähe des Hauptbahnhofs auf dem Fußweg zum Kreisverkehr Lindenplatz stehen in einer kleinen Grünanlage die Denkmäler für Kaiser Wilhelm I. von Louis Tuaillon (1862–1919) und den Reichskanzler Otto von Bismarck von Emil Hundrieser (1846–1911) einander gegenüber. Die Krempelsdorfer errichteten im Herrengarten ein Ehrenmal für die im Ersten Weltkrieg Gefallenen ihrer Gemeinde.

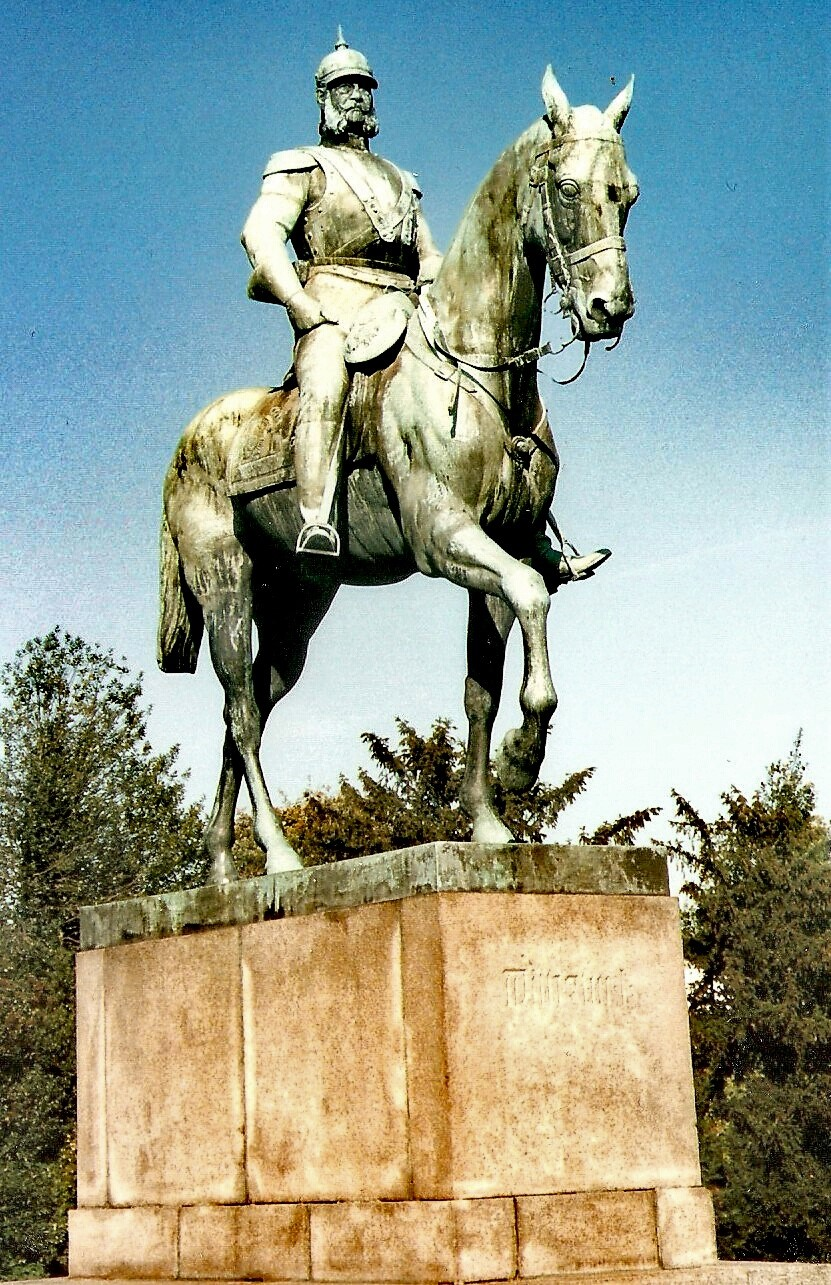
Kaiser Wilhelm I. (1917)
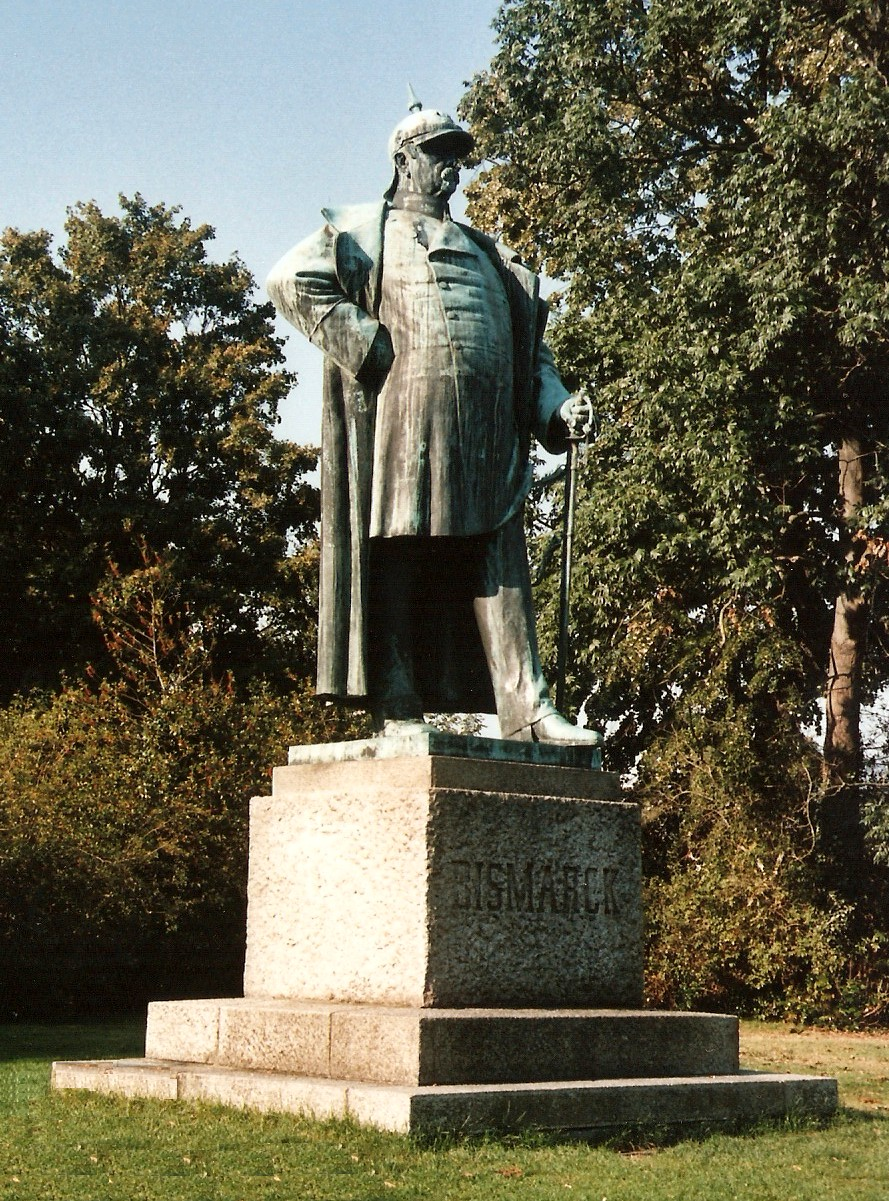
Otto von Bismarck (1903)
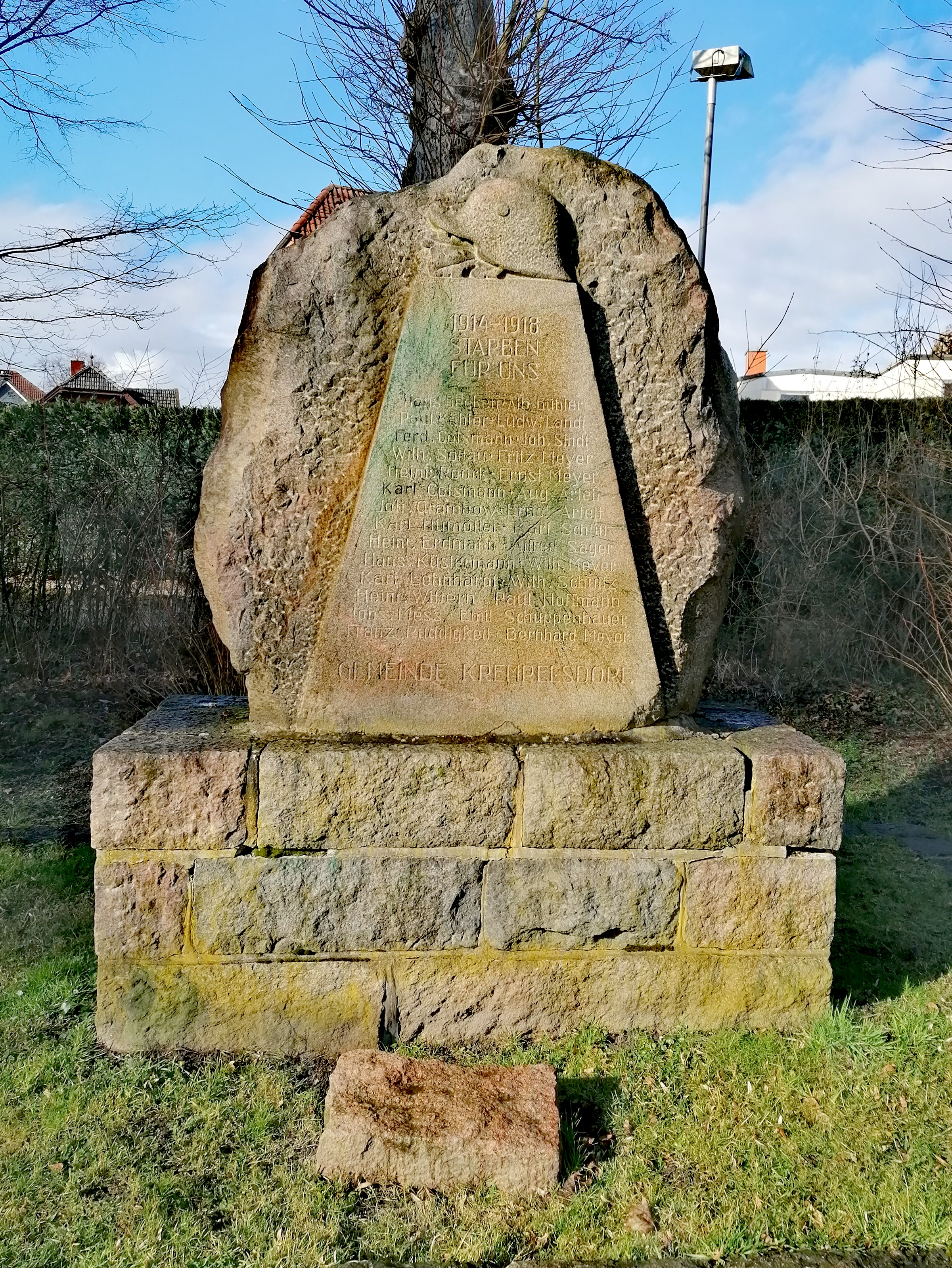
Gefallenen-Denkmal in Krempelsdorf
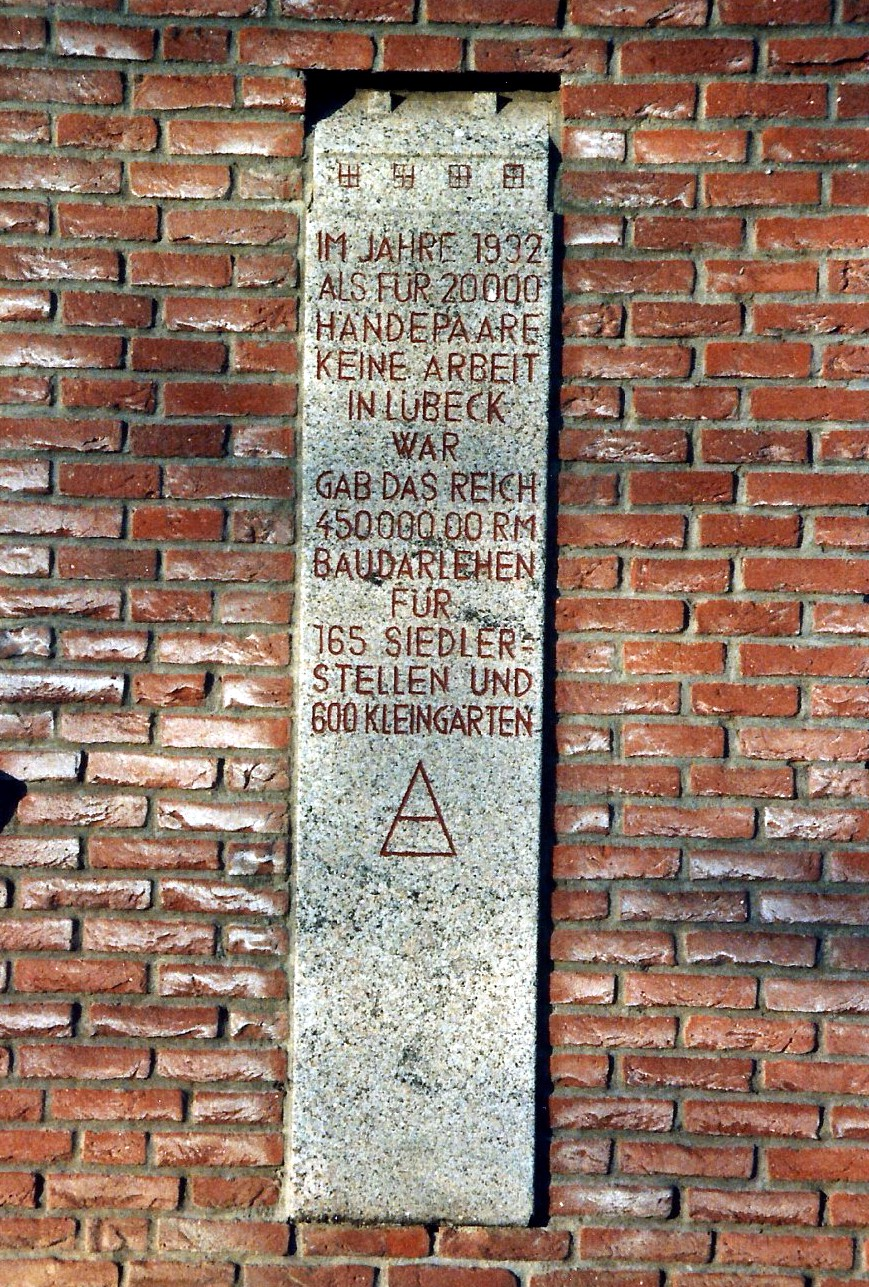
Dornbreite-Denkmal an 1932er Maßnahme

## Kulturdenkmale
- Liste der Kulturdenkmale in Lübeck-St. Lorenz

## Schulen
Schülerzahlen aus dem Schuljahr 2019/2020.
- Förderzentren (FöZ)
  - Schule Wilhelmshöhe, (FöZ Geistige Entwicklung), Schwartauer Allee (eröffnet 1909, ex 6. St.Lorenz-Schule), 99 Schüler in 11 Klassen, 72 Betreute
  - Anton-Schilling-Schule, Zweigstelle Pestalozzi-Schule, Fackenburger Allee, ca. 120[7]
  - Paul-Burwick-Schule, Schule in Trägerschaft der Diakonie Nord-Nord-Ost, (FöZ Geistige Entwicklung), Triftstraße, 70 Schüler in 10 Klassen
- Grundschulen (GS)

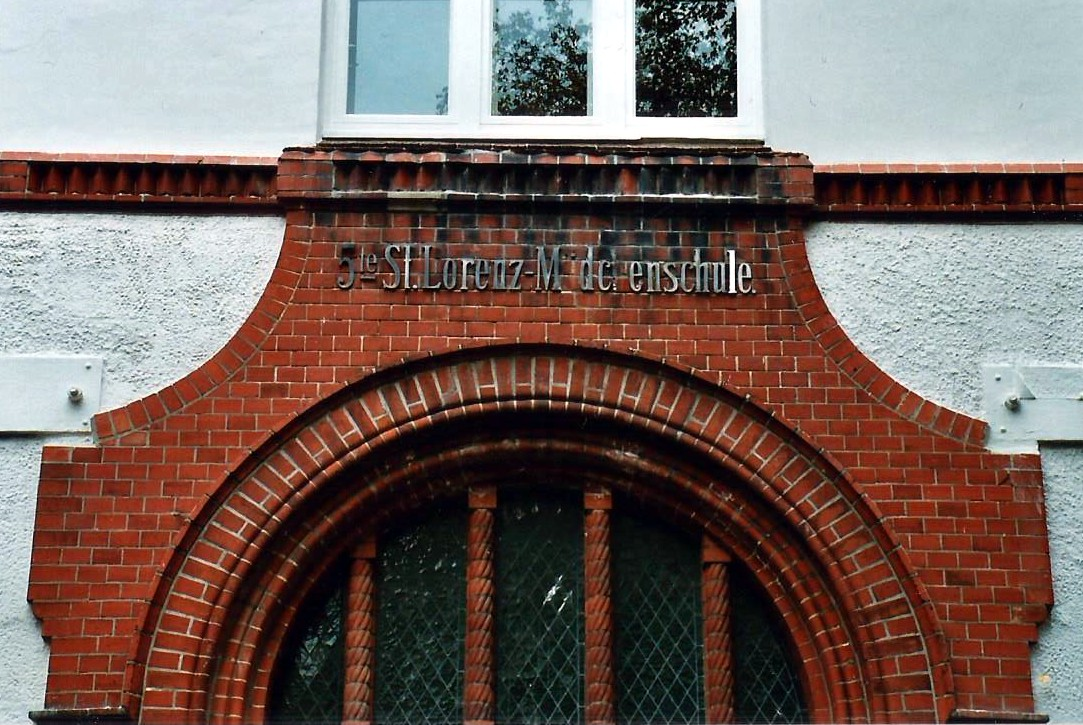
Ehemaliger Eingang der Mädchenschule von der 5ten St. Lorenz-Schule.

- Luther-Schule, Moislinger Allee (eröffnet 1901, ex 5. Doppelvolksschule St. Lorenz), 229 Schüler in 11 Klassen
- Mühlenweg-Schule, Moislinger Mühlenweg, 187 Schüler in 8 Klassen
- Schule am Koggenweg, Koggenweg, 246 Schüler in 12 Klassen
- Pestalozzi-Schule, Fackenburger Allee und Außenstelle Dornbreite, (eröffnet 1900, ex IV. St. Lorenz-Mädchen-Schule, Name seit 1934), 308 Schüler in 15 Klassen
- Paul-Gerhardt-Schule, Paul-Gerhardt-Straße (eröffnet 1973), 221 Schüler in 11 Klassen
- GS Groß Steinrade, Drögeneck (1695, im jetzigen Schulgebäude seit 1910), 91 Schüler in 4 Klassen
- GS Schönböcken, Schönböckener Hauptstraße (bereits vor 1700 genannt, regelmäßiger Unterricht ab 1867), 103 Schüler in 4 Klassen
- GS Falkenfeld, Helgolandstraße (eröffnet 1951), 129 Schüler in 8 Klassen
- Bugenhagen-Schule, Moislinger Allee (eröffnet 1885, ex 2. St. Lorenz-Schule, Name seit 1934), 169 Schüler in 8 Klassen
- Johannes-Prassek-Schule, katholische Grundschule in Trägerschaft der Bernostiftung, Moislinger Allee (eröffnet 2011), 117 Schüler in 8 Klassen

- Grund- und Gemeinschaftsschulen (GGemS), Gemeinschaftsschulen (GemS)

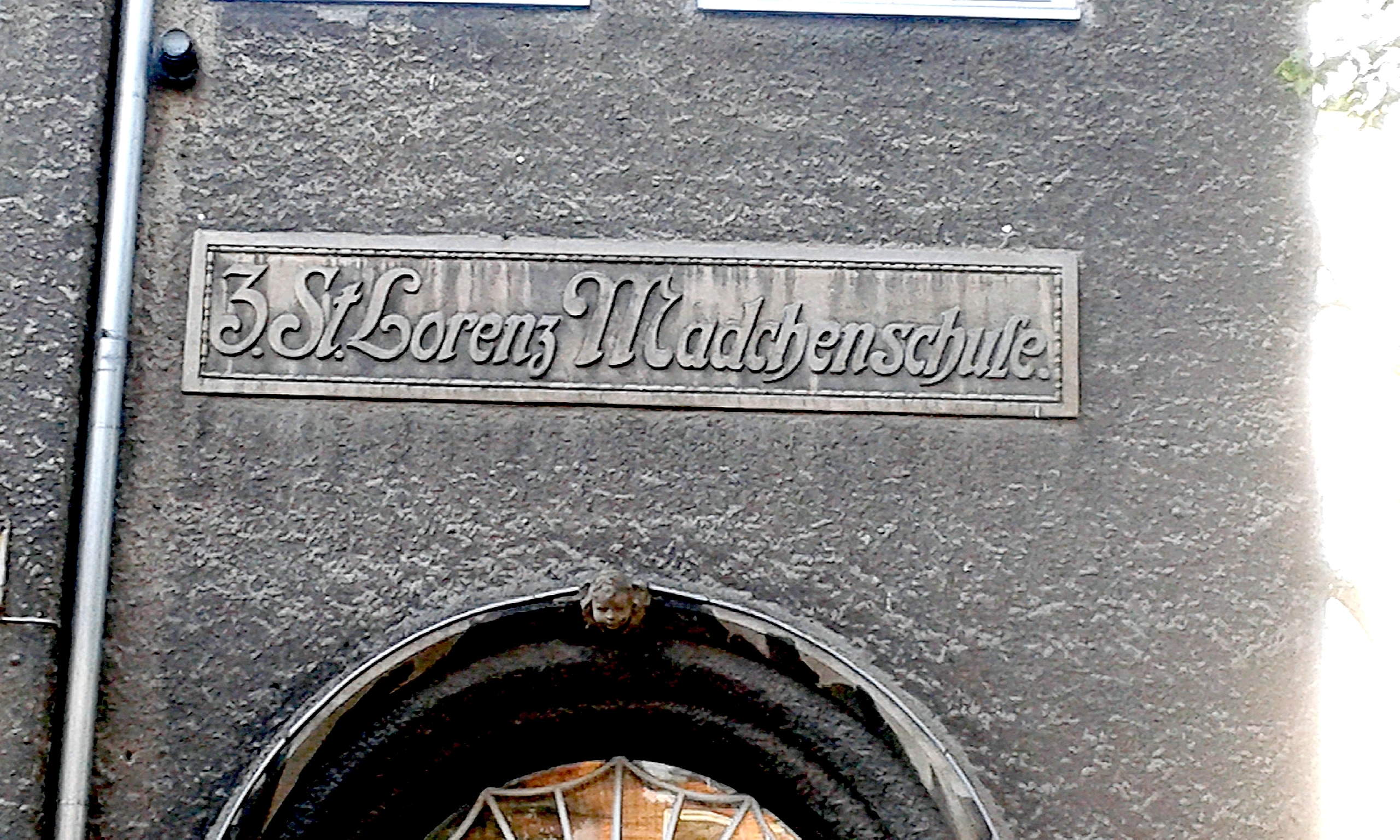
Beispiel für historische Schulnamen (jetzt Julius-Leber-Schule, ex Brockes-Schule)

- Baltic-Schule, (GGemS mit gymnasialer Oberstufe), Karavellenstraße, 1046 Schüler in 47 Klassen
- Heinrich-Mann-Schule, (GGemS), Brüder-Grimm-Weg, 472 Schüler in 26 Klassen
- Julius-Leber-Schule, (GGemS), entstanden durch Zusammenschluss von Brockes-Schule und Bernt-Notke-Schule (2009), Standorte s. dort, 523 Schüler in 30 Klassen
- Gotthard-Kühl-Schule, (GGemS), Lortzingstraße (Neubau eröffnet 1962, Vorgänger eröffnet 1869, ex 1. St. Lorenz-Schule, Name seit 1934), 667 Schüler in 33 Klassen
- Schule Tremser Teich, (GGemS), Am Behnckenhof (eröffnet 1966, ex 13. Volksschule, ex Grund-u. Hauptschule Vorwerk), 670 Schüler in 29 Klassen
- Holstentor-Gemeinschaftsschule, (GemS), Wendische Straße (eröffnet 1951, ex Mittelschule St. Lorenz, ex Holstentor-Realschule, ex Holstentor-Regionalschule), 522 Schüler in 24 Klassen
- Freie Dorfschule (GemS mit Oberstufe in Trägerschaft des Helauria e. V. Lübeck), Morierstraße, 20 Schüler in 1 Klasse

- Gymnasium
  - Carl-Jacob-Burckhardt-Gymnasium (UNESCO-Projektschule), Ziegelstraße (eröffnet 1957), 778 Schüler in 33 Klassen
- ehemalige Schulen
  - Bernt-Notke-Schule, Marquardplatz (eröffnet 1904, ex St. Lorenz-Mädchen-Mittelschule, Name seit 1934)
  - Brockes-Schule, Brockesstraße (eröffnet 1909, ex 3. St. Lorenz-Schule, Name seit 1934)

## Kirchen
- evangelisch-lutherisch

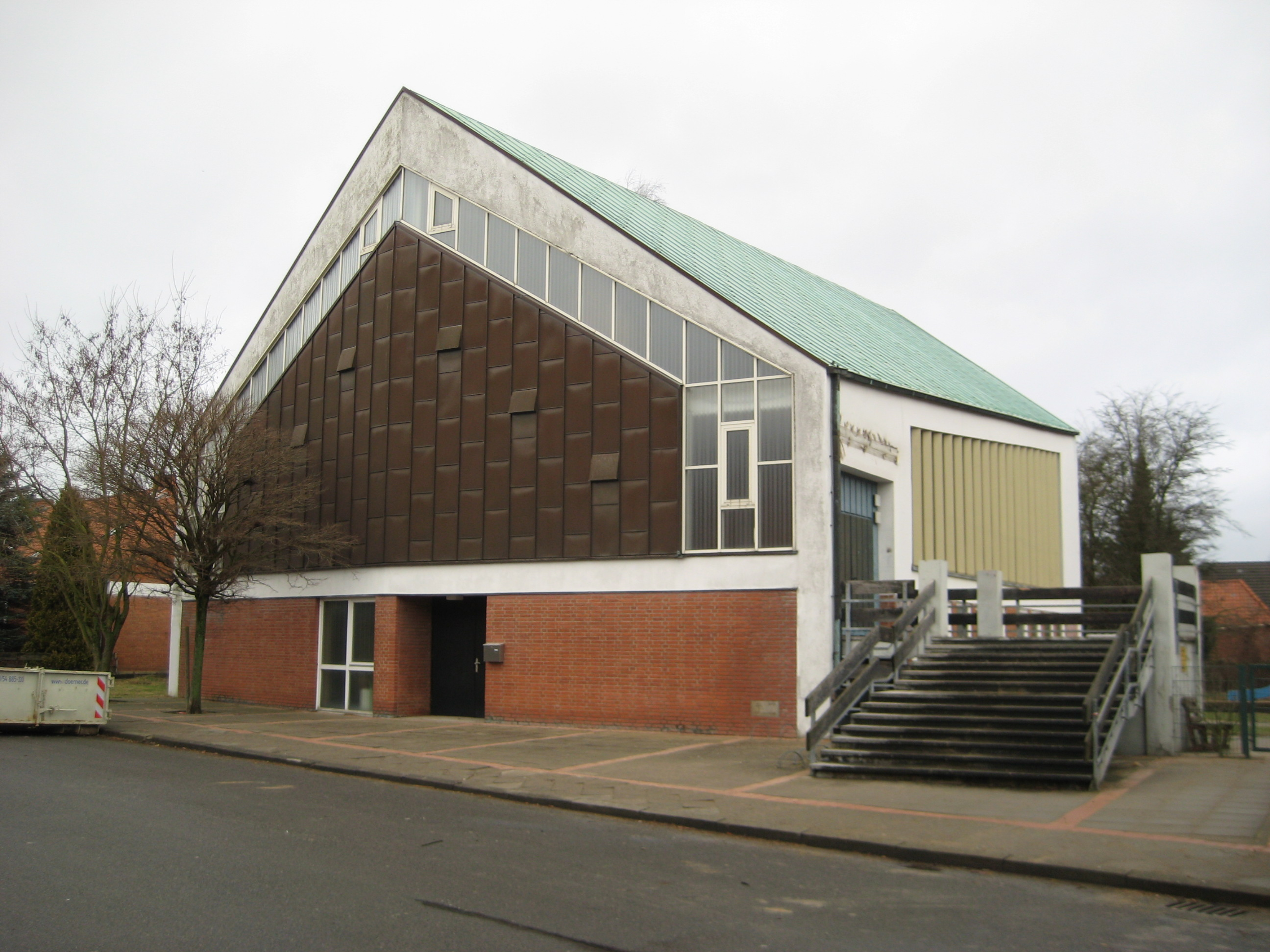
Ehemalige Kirche St. Lazarus nach Abriss des Kirchturms im Januar 2009

  - St.-Lorenz-Kirche, Steinrader Weg (erste Kirche 1669 geweiht, Neubau 1900)
  - St.-Matthäi-Kirche, Schwartauer Allee (Grundsteinlegung 1899)
  - Paul-Gerhardt-Kirche, Am Stadtrand (geweiht 1960)
  - St.-Markus-Kirche, Beim Drögenvorwerk (Grundsteinlegung 1952, Baubeginn 1957, Gemeindehaus 1961)
  - Friedrich-von-Bodelschwingh-Kirche Beethovenstraße (Grundsteinlegung 1963, geweiht 1965)
  - Lutherkirche, Moislinger Allee, (erste Einweihung 1914, Glockenturm 1923, Gemeindehaus 1927)
  - ehemalige Kirchen
    - St. Lazarus, Paul-Gerhardt-Straße (Grundsteinlegung 1966, Abriss beschlossen, Entwidmung Ende 2007, umgewidmet 2009)[8]
    - Melanchthonkirche, Karpfenstraße (Grundsteinlegung 1960, Kirche 1965, Mai 2007 entwidmet, Abriss November 2010)
- römisch-katholisch
  - St.-Bonifatius-Kirche, Wickedestraße (geweiht 1952)
  - St. Birgitta, Narzissenweg (Grundsteinlegung 1961, profaniert 2024)
- Sonstige Glaubensgemeinschaften
  - Friedenskirche, Evangelisch-Freikirchliche Gemeinde, Ziegelstraße
  - Agape, Freie Christengemeinde Lübeck, Artlenburger Straße
  - Königreichssaal der Zeugen Jehovas, Schwartauer Allee
  - Fatih-Moschee, Katharinenstraße

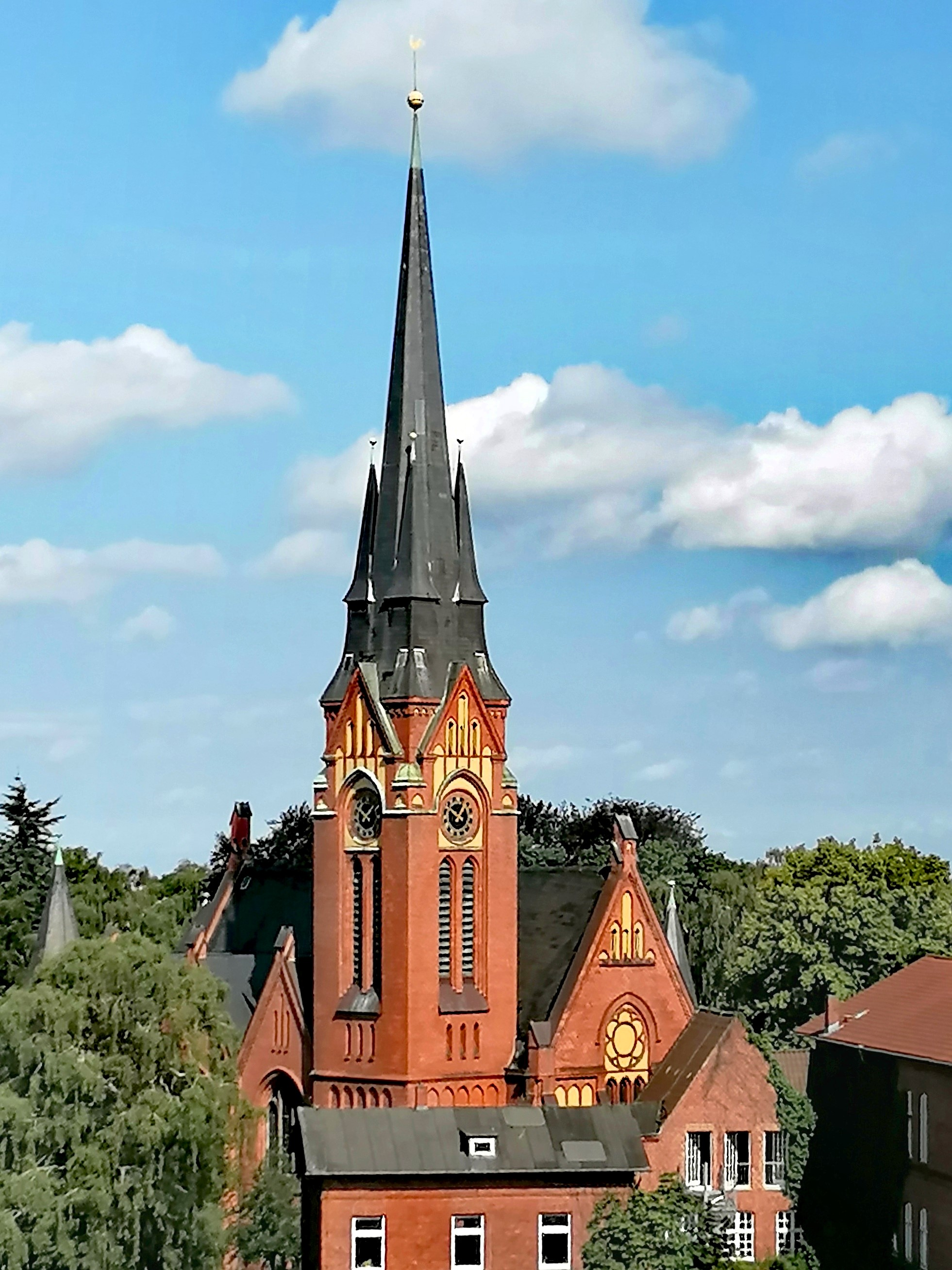
St. Lorenz
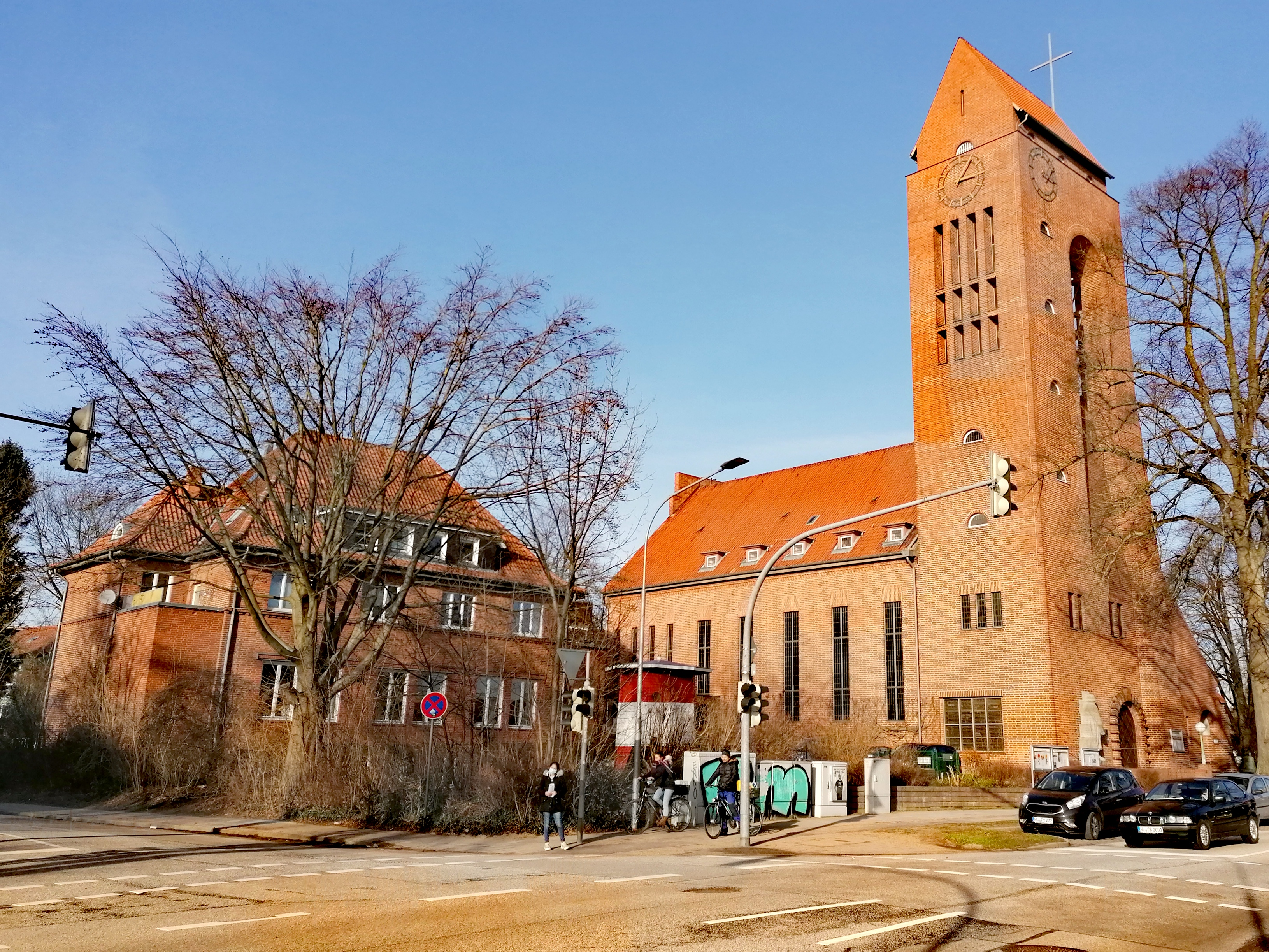
Lutherkirche

## Persönlichkeiten

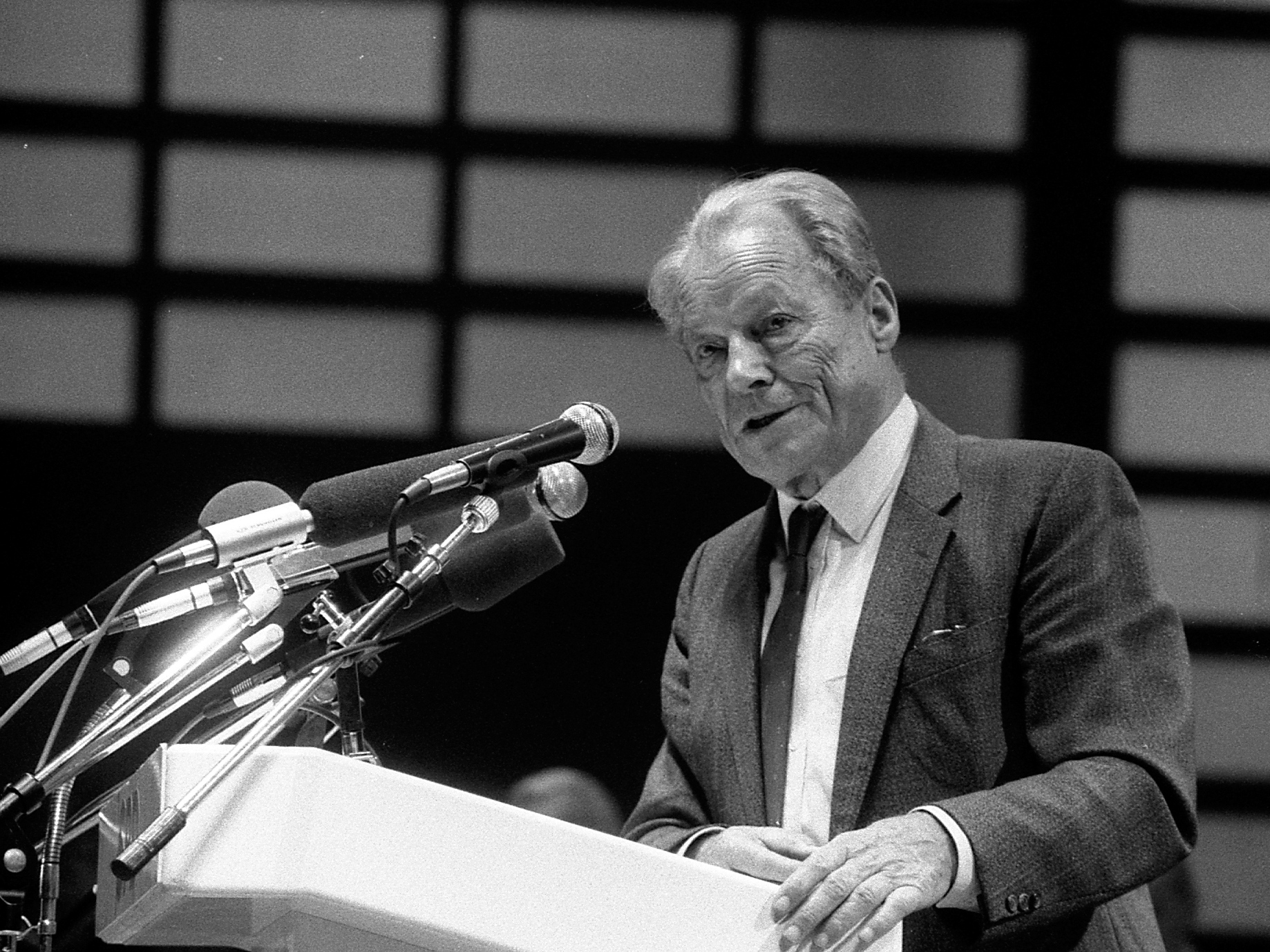
Willy Brandt

Lübecks Ehrenbürger Willy Brandt, der erste sozialdemokratische Bundeskanzler nach dem Zweiten Weltkrieg und Friedensnobelpreisträger von 1971, wurde in der Meierstraße in St. Lorenz geboren und wuchs in der Trappenstraße auf. Er besuchte die St.-Lorenz-Knaben-Mittelschule und ab 1927 die Von Großheimsche Realschule in St. Lorenz, ehe er 1928 zum Johanneum zu Lübeck wechselte.
Auch viele weitere bekannte Mitglieder der Lübecker Sozialdemokratie haben ihre Wurzeln in diesem Stadtteil.
Mit Elisabeth Haseloff, die 1958 eine Pfarrstelle der St.-Matthäi-Gemeinde übernahm, hatte Lübeck die erste Pastorin in Deutschland.